# Spominski kovanci Slovenske vojske
Spominski kovanci Slovenske vojske (tudi jubilejni kovanci) so kovanci, ki jih podelijo pripadnikom vojaške enote ob posebno pomembnem dogodku (npr. obletnica ustanovitve enote, velika vojaška vaja,...).

## Seznam
- spominski kovanec 104. čete za telekomunikacije SV
- spominski kovanec 760. artilerijskega bataljona SV
- spominski kovanec 12. gardnega bataljona SV